# Celama sikkimensis
Celama sikkimensis är en fjärilsart som beskrevs av Embrik Strand 1920. Celama sikkimensis ingår i släktet Celama och familjen trågspinnare. Inga underarter finns listade i Catalogue of Life.